# Mercedes-Benz CLA 250
Mercedes-Benz CLA 250 - автомобілі, що почали випускатися компанією Mercedes-Benz з 2013 року. Вперше прем`єра седана відбулася на Детройтському автосалоні, а на ринку представлений в вересні цього року. У 2014 році світ побачила модель CLA 250 Shooting Brake в кузові універсал. В 2016 компанія представила редизайн усіх моделей. 

## Опис
CLA 250 дуже економний в плані палива, має 2.0-літровий 4-циліндровий двигун з прямим впорскуванням та турбонагнітачем, потужністю 208 к.с. та 350 Нм при 5500 об/хв, працює в парі з 7-ступінчастою АКПП. Витрачає 8.0 л/100км у місті, 4.9 л/100км за містом та 6.0 л/100км у змішаному циклі. До 100 км/год автомобіль розженеться за 6.5 с. Стандартно привід на передні колеса. Якщо авто доповнити системою повного приводу «4Matic», автомобіль витратить 8.6 л/100км у місті, 5.7 л/100км у за містом та 6.7 л/100км у змішаному циклі. Показник прискорення не зміниться. Максимальна швидкість 240 км/год.  

## Безпека
У 2016 році автомобілі Mercedes-Benz CLA-класу були протестовані Інститутом Страхування Дорожнього Руху (IIHS). Фари були протестовані "незадовільно". 

## Огляд моделі

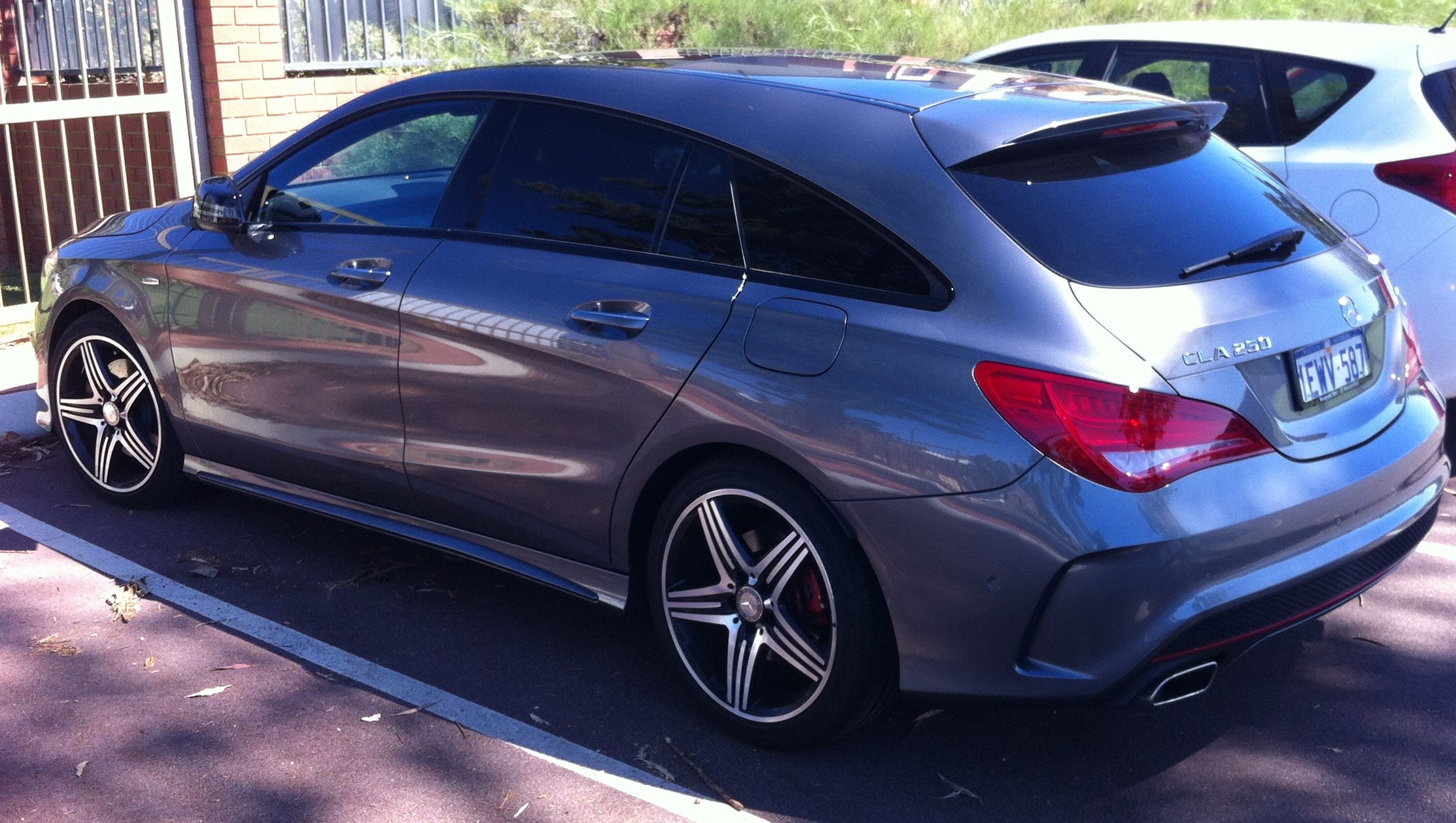
Mercedes-Benz CLA 250 (X 117) Sport 4MATIC station wagon (2014-2016)
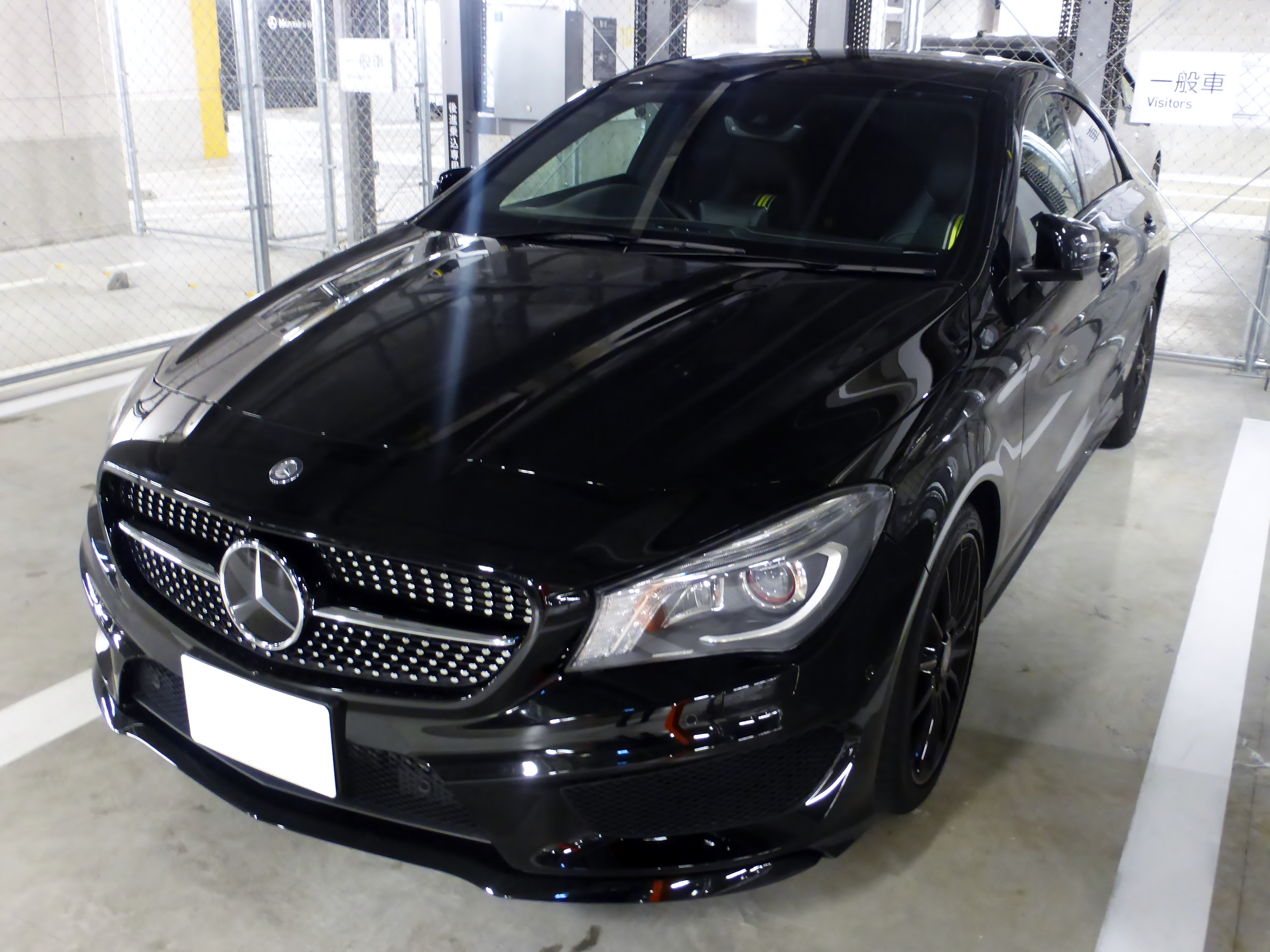
Mercedes-Benz CLA250 Coupé (C117) (2014-2016)
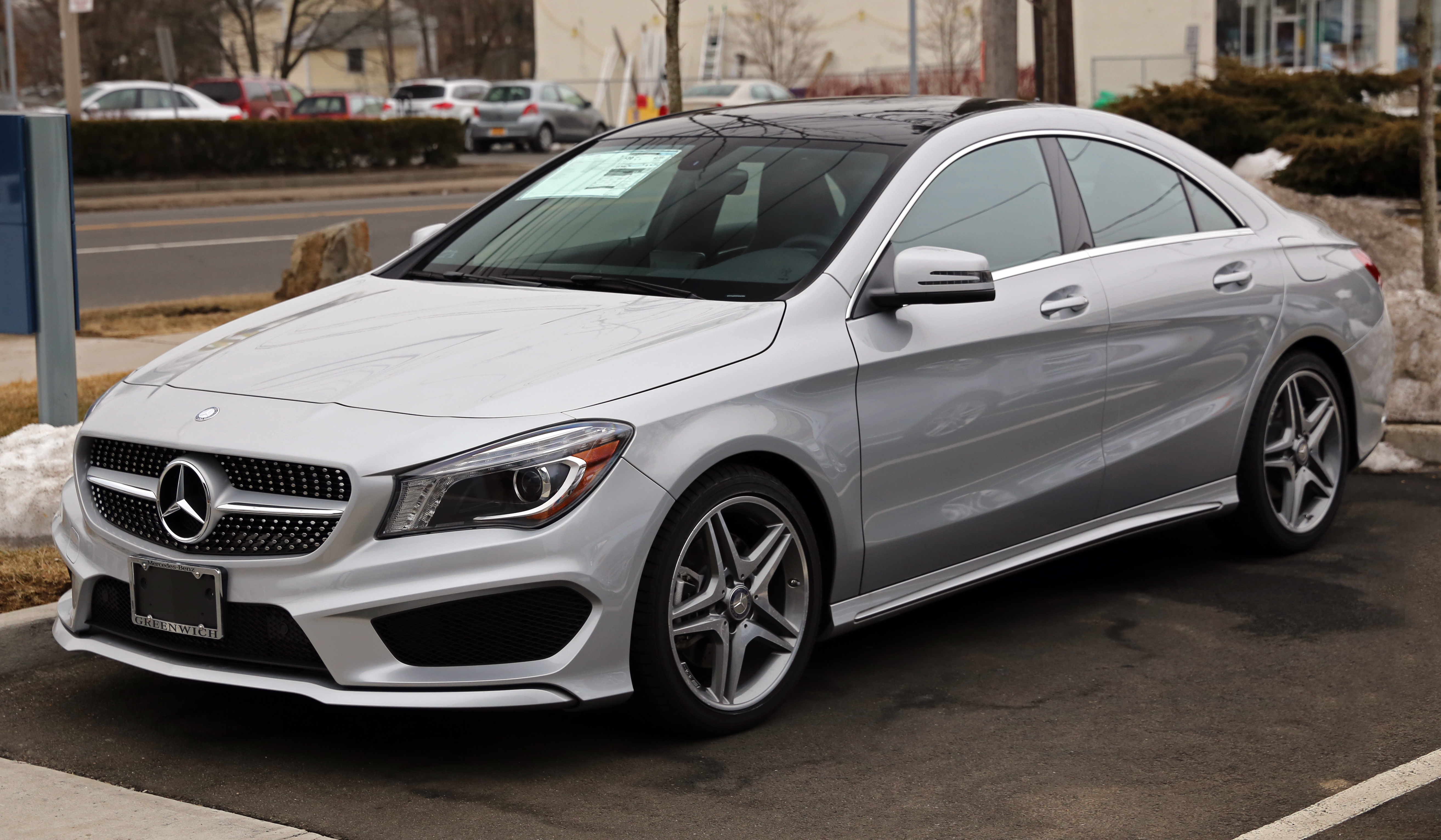
Mercedes-Benz CLA250 Sport package front (2013-2016)
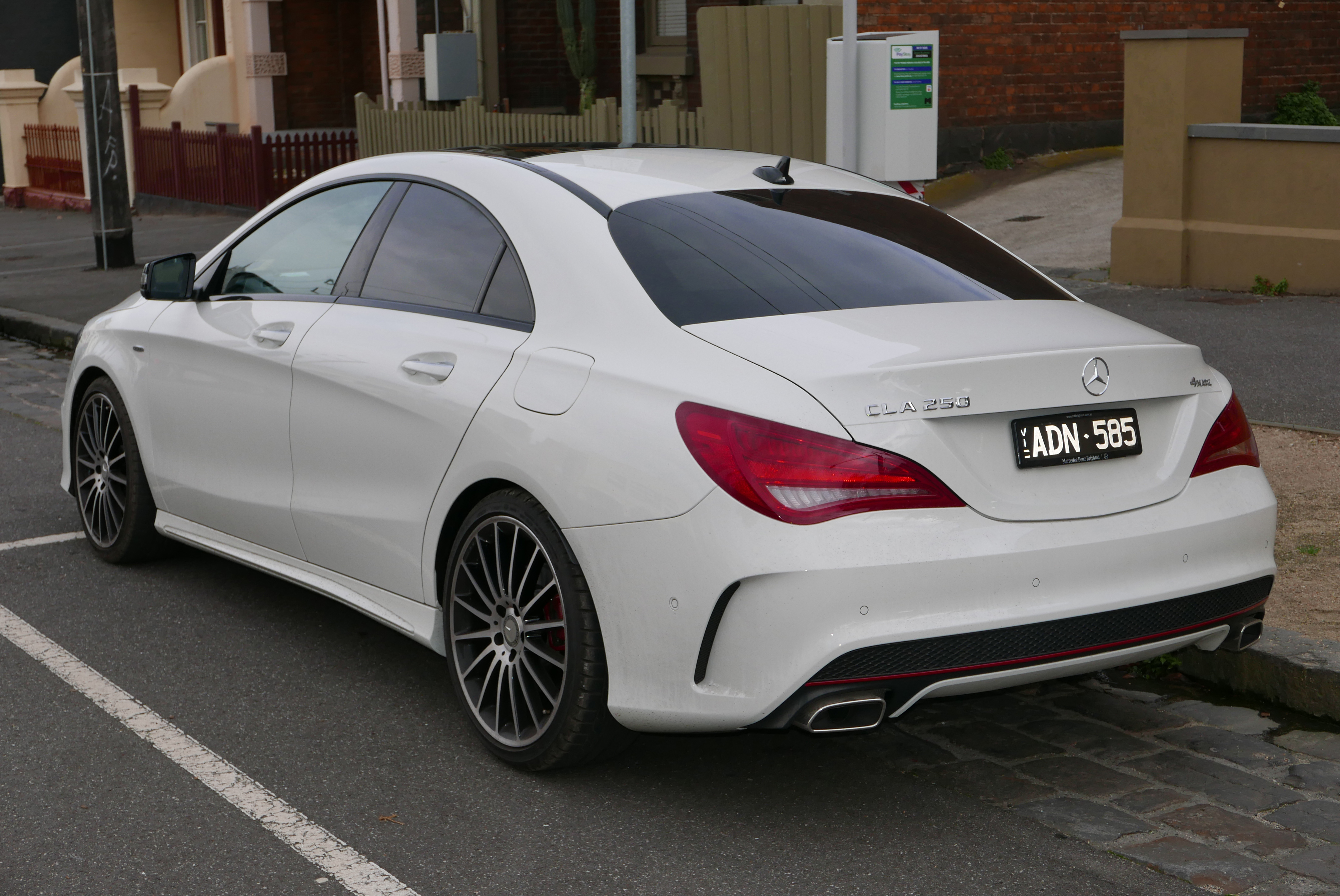
Mercedes-Benz CLA 250 (C 117) Sport 4MATIC sedan back (2013-2016)